# 深圳外国语学校（集团）
深圳外国语学校（集团）（英語：Shenzhen Foreign Languages School，简称市外、深外或SFLS），位于中华人民共和国广东省深圳市，是一所设有小学、初中、高中的公办学校，创办于1990年，以英语、小语种教学及保送生通道为特色，现有“一校九部”（即高中部、龙华高中部、初中部、深外小、国际部、湾区学校、龙华学校、宝安学校、光明高中园）。深圳外国语学校与同市的深圳中学、深圳实验学校并称深圳中学教育的“三面红旗”。深圳外国语学校在2016年中國大陸高中美国留学排行榜上位居第十九。
深圳外国语学校是市教育局直属重点学校、广东省一级学校、广东省国家级示范校、广东省文明单位，是全国首批13所可保送20％高中毕业生上重点大学的外国语学校之一，其初中部是全市被深圳市教育局许可进行自主招生选拔的四间初中之一。

## 历史
20世纪80至90年代，深圳外语人才缺口较大，对外语人才的培养未能跟上市场需求。1990年，深圳市政府有意创办外语学校。同年1月，深圳市委组织考察团前往京津两地，考察两地外语学校办学情况，并于3月开始筹建深圳外国语学校。同年9月，深圳外国语学校正式开学，第一届学生仅有50人，第一任校长为龚国祥。开办初期学校借用深圳中学校舍的4间房间办学。1991年，深圳市政府将福田区燕南路的原深圳市建筑工程学校校舍移交给深圳外国语学校（燕南校舍）。1993年中考，深圳外国语学校第一届毕业生平均成绩居全市各中学之首。
2000年6月，深圳外国语学校创办东海附属小学。
2002年，在原有英语、日语两个外语语种的基础上，深圳外国语学校增设法语、德语、西班牙语三个语种。
2003年8月，深圳外国语学校位于盐田的高中部正式竣工，同年9月如期开学。
2008年，深圳外国语学校高中部增设俄语选修课程，并与俄罗斯萨马拉州商学院缔结为友好交流学校。
2009年2月，龚国祥校长退休，由原高中部校长汤佳宏接任；原初中部校长黄海强接任高中部校长。
2011年9月，深圳外国语学校国际部正式开学。深外国际部是深圳市政府投资兴建的第一所国际学校，为在深工作的外籍和港、澳、台人士子女提供优质教育配套服务，执行校长和专任教师主要从欧美发达国家选聘。

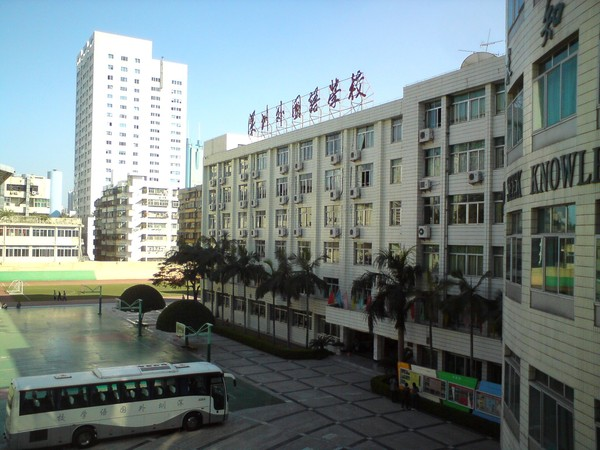
深圳外国语学校燕南校区旧教学楼，因抗震性能原因于2013年拆除并改造。

2013年，由于燕南旧校舍被验出抗震性能差，深圳外国语学校初中部暂借深圳中学泥岗校区办学，燕南校舍开始拆除重建。2015年10月8日，深外燕南校舍改造完成，初中部所有师生回到原初中部校址上课。
2014年，由于深圳外国语学校与李朗业兴实业有限公司合作办学协议到期，深圳外国语学校龙岗分校开始自主办学，并更名深圳市百合外国语学校。
2015年3月，深圳外国语学校与龙华新区签署协议，并计划在龙华新区开办龙华学校，包括小学部、初中部、国际部。
2017年，龙华高中部正式招生；11月，汤佳宏校长退休，由原高中部校长罗来金接任。
2018年9月，龙华学校正式开学。
2019年4月，东海附属小学更名为深圳外国语小学；8月，深圳外国语学校与宝安区签署协议，并计划在宝安区新桥街道开办宝安学校。
2020年9月，龙岗国际部更名为深圳外国语湾区学校，宝安学校正式开学；12月，深圳外国语学校升格为深圳外国语学校（集团）。
2021年9月，宝安学校永久校园正式启用；11月，位于深圳市光明区的高中园命名为深圳外国语学校高中园。
2022年9月，深圳外国语学校高中园正式开学。

## 学校架构
| 办学形式     | 校部名称                         | 校部名称                         | 校部简称   | 主管部门     | 学校类型       | 执行校长 | 成立时间  | 校园地址                                     |
| ------------ | -------------------------------- | -------------------------------- | ---------- | ------------ | -------------- | -------- | --------- | -------------------------------------------- |
| 公办学校     | 深圳外国语学校（集团）高中部     | 深圳外国语学校（集团）高中部     | 高中部     | 深圳市教育局 | 高级中学       | 光磊     | 1990年    | 深圳市盐田区盐田路1号                        |
| 公办学校     | 深圳外国语学校（集团）龙华高中部 | 深圳外国语学校（集团）龙华高中部 | 龙华高中部 | 深圳市教育局 | 高级中学       | 石凤祥   | 2017年9月 | 深圳市龙华区新樟路200号                      |
| 公办学校     | 深圳外国语学校（集团）初中部     | 深圳外国语学校（集团）初中部     | 初中部     | 深圳市教育局 | 初级中学       | 高鑫     | 1990年    | 深圳市福田区红荔路2005号                     |
| 公办学校     | 深圳外国语学校（集团）高中园     | 致远高中                         | 光明高中园 | 深圳市教育局 | 高级中学       | 张传平   | 2022年9月 | 深圳市光明区马田街道宏明路900号              |
| 公办学校     | 深圳外国语学校（集团）高中园     | 弘知高中                         | 光明高中园 | 深圳市教育局 | 高级中学       | 张传平   | 2022年9月 | 深圳市光明区马田街道宏明路900号              |
| 公办学校     | 深圳外国语学校（集团）高中园     | 博雅高中                         | 光明高中园 | 深圳市教育局 | 高级中学       | 张传平   | 2022年9月 | 深圳市光明区马田街道宏明路900号              |
| 公办学校     | 深圳外国语小学                   | 深圳外国语小学                   | 深外小     | 深圳市教育局 | 小学           | 汪娱     | 2000年6月 | 深圳市福田区香轩路1号（农科中心东海花园内）  |
| 公办国际学校 | 深圳外国语学校（集团）国际部     | 深圳外国语学校（集团）国际部     | 国际部     | 深圳市教育局 | 国际学校       | 杨素宁   | 2011年9月 | 深圳市南山区白石三道29号                     |
| 公办国际学校 | 深圳外国语学校（集团）湾区学校   | 深圳外国语学校（集团）湾区学校   | 湾区学校   | 深圳市教育局 | 国际学校       | 刘佳     | 2017年9月 | 深圳市龙岗区坂田街道风门路30号               |
| 托管公办学校 | 深圳外国语学校（集团）龙华学校   | 深圳外国语学校（集团）龙华学校   | 龙华学校   | 龙华区教育局 | 九年一贯制学校 | 杨忠南   | 2018年9月 | 深圳市龙华区民治街道北站片区八宝街南侧       |
| 托管公办学校 | 深圳外国语学校（集团）宝安学校   | 深圳外国语学校（集团）宝安学校   | 宝安学校   | 宝安区教育局 | 九年一贯制学校 | 暂缺     | 2020年9月 | 深圳市宝安区新桥街道万丰中路与丰山二路交汇处 |

全部教室配备有电脑多媒体教学平台，各教学部之间通过校园网连线。学校配有图书馆、阅览室、电子阅览室及物理、化学、生物实验室。
学校的初中部的中考及高中部的高考成绩在深圳市名列前茅。

## 特色

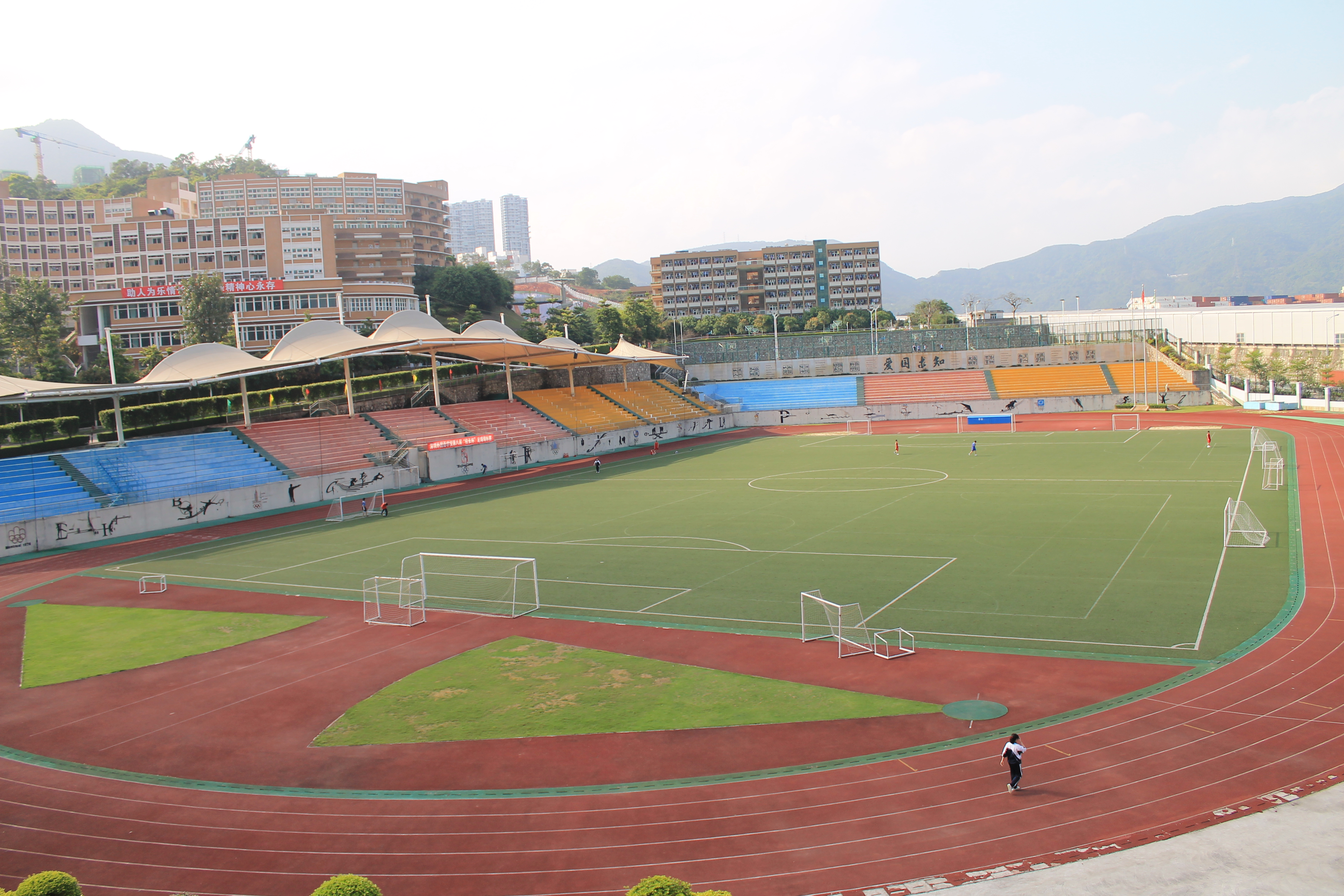
深外高中部运动场

### 英语教育
初中部
英语教学是深圳外国语学校初中部最大的特色。比起传统的应试教育，学校的教学重心更加强调英语作为一门语言的实用性，倡导对学生展开听、说、读、写的全方位能力训练。
学校在英语教学以及教材的使用方面开展过各种探索。早先年使用过的教材包括但不限于：
- 妙语短篇（Short Stories for Comprehension）
- New Reading Skill Builder（NRSB）
- 柯林斯（Collins COBUILD English Grammar）
- A Ticket to Tomorrow (ATTT)
- New Horizons

其中A Ticket to Tomorrow (ATTT) 和 New Horizons 这两套英语教材被沿用了相当长的一段时间，占据了大部分的教学比重。这些教材中相当一部分为海外版的英语教材，由母语为英语的教学者编写。因此其课文与对话表达比起同期的国产教材而言更为地道，难度也相对更高。
A Ticket to Tomorrow是初中部以及百外至今仍在沿用的主力英语听说教材。教师会要求学生背诵其中的对话以及歌曲，并以小组角色扮演的形式来演绎教材中的情景，以达到锻炼学生的英语口语能力的目的。因ATTT中穿插了很多生动有趣的英语歌曲，给诸多深外百外的学子们留下了深刻的印象，甚至有学生和校友基于其故事情节展开了二次创作。
自2011届起，初中部初一教学使用 Connect 取代了 New Horizons 作为新的主力教材，其比起New Horizons有了更丰富的插图，更与时俱进的课文以及对话。初二下学期开始使用深圳市统一的纳入中考考试范围的 Oxford English（初中英语深圳版），New Horizons则作为补充教材使用。ATTT作为更加侧重英语听说的外来教材，并不在中考考试范围之内，故而在学生升入初二之后不再继续沿用。 
高中部

ATTT2012年深外自印版

在高中部则有英语的分班教学（一个班分为AB班，在不同课室由不同老师进行教学），但教学一切以高考为纲，并不像初中部在学生的英语素质上进行更深刻的教育。

### 小语种教育
根据每年初中部教师资源的情况，学校开设不同的小语种专业班，专门进行小语种教育。在初中部，每位英语班学生在初一、初二都需学习一门第二外语。而在高中部，学生可以选学小语种选修，但由于高考压力，学习内容和学制的规范程度远远不如初中部。目前学校已设置了日语、德语、法语、西班牙语班，而俄罗斯语仍不成熟，仅作为选修课。其中，日语是最早设立的小语种，师资力量、教学资源相对其它小语种也更为强大，其中学校的第一位日语外教宫本芳行先生功不可没。
初中部小语种班学生依自愿情况保送高中部，不需中考成绩。
由于近年高校招生政策的调整，小语种的保送率有所下降。

### 保送生制度
深外是全国首批13所可保送20％高中毕业生上重点大学的外国语学校之一。

### AP出国教育
深圳外国语学校是广东省第一个由政府部门正式批准可以开设AP课程的学校。　
深圳外国语学校美国名校预备班于2010年2月3日在初中部正式开学。

## 校园建筑

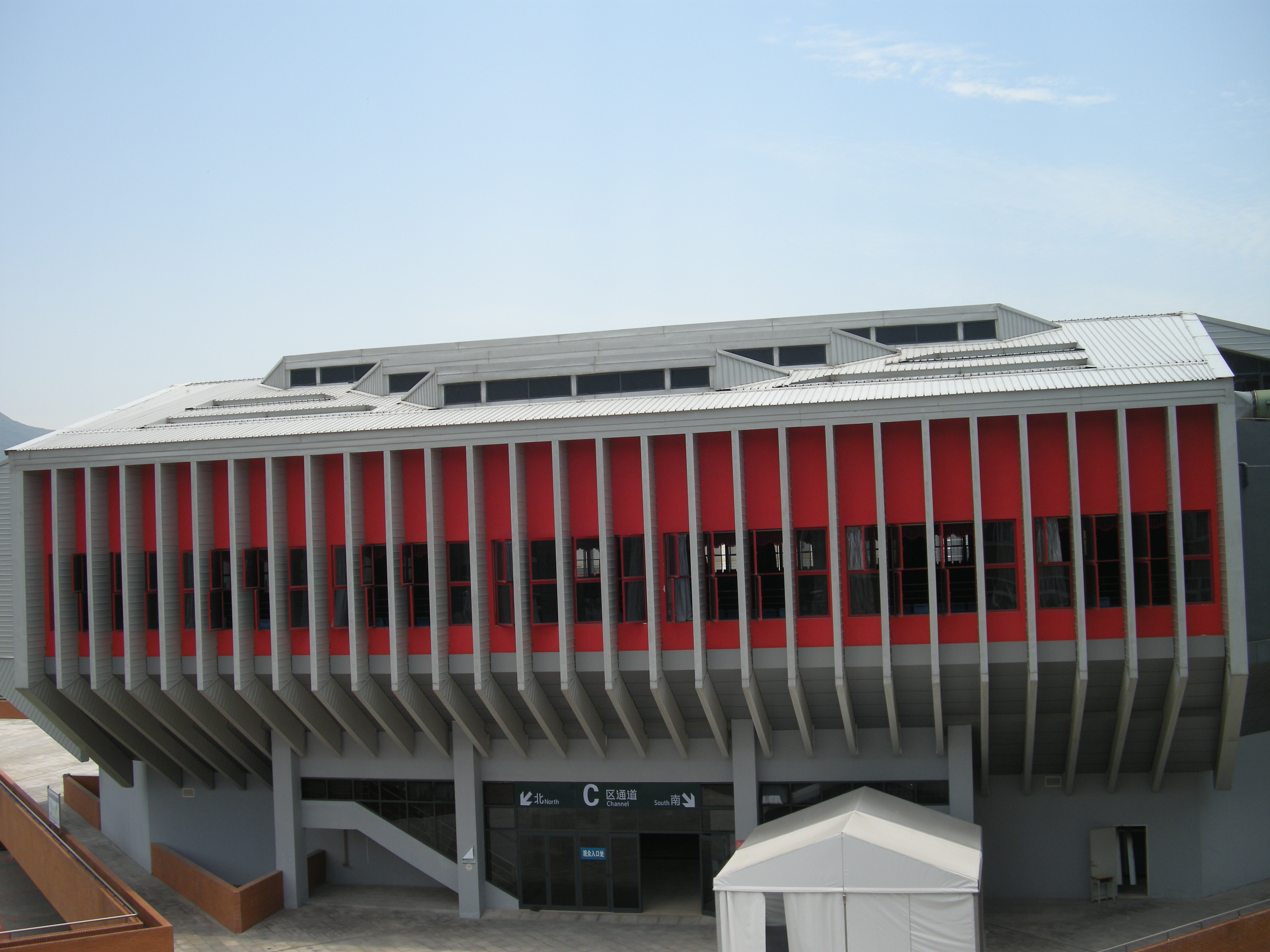
深圳外国语学校高中部体育馆，于2011年5月18日拍摄

深圳外国语学校高中部的体育馆是2011年夏季世界大学生运动会的篮球比赛场馆之一。

## 校园文化
|  | 像那大鹏展翅翱翔 外语学子志在远航 扬起理想的风帆 摇起自强的橹桨 I am captain, sailing, sailing 驶向那五大洲的海港 架起座座友谊桥梁 像那大鹏展翅翱翔 外语学子志在远航 探索宇宙的奥秘 驶向知识的海洋 I am captain, sailing, sailing 迎着那汹涌的浪巅 驶向灿烂美好的前方 I am… I am… Sailing… sailing… sailing… |

### 《外苑》
《外苑》是深外外苑文学社的社刊，也是深外最主要的学生文学杂志，刊载内容基本上都是文学社内外的学生作品。该杂志分初、高中两本，分别出版，互不隶属，大约每两个月到三个月一期，视编辑进度而定，创刊前期精心挑选出受教师好评的学生作文刊登。

### 校园电影
自2007年起，高中部每年都会举办一届“校园电影节”（近年已无），由高中部学生社团小飞阳DV协会承办。小飞阳DV协会是一个关于DV电影拍摄的组织，创始人系语文老师黄晓鸿。至今较为成功的作品是上映于2007年的《死亡游戏》和上映于2008年的《越校》，其在校内乃至深圳中学生群体产生一定影响，一度风靡网络，成为深圳中学生津津乐道的话题。 2012年深圳市网络夏令营比赛中，深外初中一年级学生的微电影《何必徘徊虚实间》获一等奖，并在校内校外产生一定影响，由于导演年龄尚小，对于该电影的评价褒贬不一。2013年夏天，由于本部校舍需要重建，深圳外国语学校初中部校园电视台正筹备拍摄一部纪念母校的电影——《流金岁逐梦》，由副台长韩雨杉编剧，胡铭允校订，台长邱朗峻担任导演。

### 外语文化
深外学生有着非常丰富的外语活动。除了每年校际的外语节之外，SYEC、超越模拟联合国（SURMUN）等社团也在每学期举行盛大的学生活动供各年级同学参加。其中，深外的模拟联合国协会自2008年建立以来，于每年12月举行校际模联会议，并于次年春季选出优秀代表派至全国甚至全球各地参与更大范围的模拟联合国活动。

### 校园电视台（广电中心）
深外校园电视台于2009年夏天开办，在每星期四晚自习时间播放制作的作品。
现栏目组包括(截止至2023年11月）：
点击深外、趣闻连连看、端点聚焦、解码历史、光影世界、What’s On

#### 15届电视台主要管理成员
- 台长：陈逸天
- 副台长：李银安、徐梓涵

#### 16届电视台主要管理成员
- 台长：梁苡嘉
- 副台长：任嘉铭

电视台公共平台：bilibili（UID:33809438）、微信公众号、Youtube（暂已停更）
详情可搜索 深外高中部广电中心 及 SFLS广电中心

## 学生与学生活动

### 节日和活动
- 六大节（持续一周以上）（近年均持续一周左右）
艺术节
外语节
科技节
体育节
辩论节
美食文化节（近年已无）
- 其他类
春/秋游（一年两次风雨无阻）（近年已无）
雷锋日义卖
商业模拟挑战赛
篮球赛
足球赛
羽毛球赛
排球赛
乒乓球赛
- 祝福启航：此为高中部每年在高考前夕，高一高二学弟学妹为即将高考的学长学姐加油打气的活动。本来只是年级间的一个小活动，但从2009年开始学校开始重视这项活动，经过几年的发展，如今“祝福启航”已经变成了一个颇具规模的活动。在活动中，学校会播放由广电中心的同学为高三同学精心制作的加油视频（近年发展为校园微电影）同时，在体育馆搭建舞台演唱同学们原创的打气歌曲。从2009年至今已有15年历史，如今已经变成了每年影响力最大的校园活动之一。2024年，由李银安导演的《深外纪事》成为祝福启航微电影中让人印象深刻的作品。
- 初中部于2015年也恢复了祝福启航项目。

### 社团
深圳外国语学校高中部于2008年成立了第一届校社团联合会。深圳外国语学校校社团联合会是深圳外国语学校学生社团自我管理和服务的社团自治组织，其成立之初就始终坚持以为社团服务为己任，在学校社团常规活动中提供服务、在学校社团大型展示与活动中发挥协调与领导的职能，从而为广大同学们提供更加高质量的社团活动平台。
高中部有各种门类的社团。社团列表如下（截止至2023年11月）：
SYEC(Shenzhen Youth English Club)，深外广电中心，魔术社，职业规划协会（商赛主办社团），拉丁舞社，绿色星火环保协会，三棋社，跆拳道社，篮球社，足球社，排球社，定向越野社，外苑文学社（参见上文《外苑》），小飞阳DV协会（已无），ACU动漫社，音乐社，街舞社，烹饪社，服装设计社，心理社，生物实验社，化学实验社，手工制作社，瑜伽社，模拟联合国，设计宣传会（下设创意智库），哲学社，极限飞盘社，尚法庭，网球社，国术社，民乐社，模拟银行，魔方社，凤凰诗社等共60余个学生社团，其中SYEC社团是深圳第一个跨市际中学生社团，于1996年成立，距今已有28年，是深圳市外国语成立的第一个社团。

## 争议

### 校舍质量问题
高中部校舍落成没几年，就爆出各种建筑质量问题。譬如楼宇外墙的砖瓦不吃墙，屡屡发生脱落事件。因此在校舍启用四年后，2007至2008年间，校方对高中部除男生宿舍外的所有建筑更换外墙砖瓦。2008年秋，图书馆通往食堂的楼梯坍塌。校方在一学期之后进行了重修。
初中部校舍肇建于1990年代，2010年被鉴定为抗震性差，不能抵御7级地震，决定拆除重建。重建期间，初中部迁移至泥岗办学（原深圳市信息职业技术学院校区）。时任校长汤佳宏称，将于一年后搬回。搬迁事件引起租购临近学区房的家长反弹。同时，重建给予机会解决校园内停车位严重不足等的问题。预计初中部新校舍能提供756个新学位。初中部这一代校舍曾在一边办学一边添建中丰满起来，从主楼和翼楼间楼层高度不均、需要楼梯衔接可看出建设的痕迹，某一篇校友发表在《外苑》的回忆文还记录了当年添设运动馆时建设和办学并行的实况。一边办学一边添添补补倒也是深外不经意间传承下来的节奏。

### 限制学生使用厕纸事件
深圳外国语学校于2019年12月19日至20日左右发布新规，严格限制学生的厕纸使用情况。根据规定，学生不得过量使用厕纸，并且不得随意将其丢弃，否则将会被学校直接开除。众多学生及毕业校友对此表示非常不满，并通过社交平台（主要是微信朋友圈以及知乎）发表了自己的看法。且有匿名用户表示，深圳都市頻道已获悉情况。

## 历任校长、书记
截至2024年9月，深圳外国语学校（集团）共有总校长4任、党委书记4任。自2023年建立中小学校党组织领导的校长负责制后，深圳外国语学校（集团）党委书记、校长改为分别任命，不再由校长兼任党委书记。
校长
- 龚国祥：1990年9月-2009年1月
- 汤佳宏：2009年1月-2017年10月
- 罗来金：2017年10月-2023年4月
- 范永泉：2024年9月-

党委书记
- 龚国祥：1990年9月-2009年1月[33]
- 汤佳宏：2009年1月-2017年10月
- 罗来金：2017年10月-2024年9月（2023年4月后专职党委书记[34]）
- 何石明：2024年9月-

## 重要教师
- 唐锐光 - 已故全国优秀教师，数学特级教师，唐锐光工作室负责人
- 张传平 - 现任深外高中园执行校长，化学教师
- 熊学珍 - 前学生处主任，全国百名优秀政治教师（已退休）
- 宫本芳行 - 在校服务十余年的日语外籍教师
- 邬晓莉 - 全市十佳青年教师，现任国际部校长
- 苏拉 - 语文老师，知名词作家，创作歌词100余首。主要作品包括《晚秋》、《星星是我看你的眼睛》、《晚霞中的红蜻蜓》、《你看蓝蓝的天》、《其实我已不在乎》、《伤心雨》、《等的就是你》等

## 交通

### 高中部
深圳地铁
- █8号线：深外高中站

### 龙华高中部
深圳有轨电车
- 下围站

### 初中部
深圳地铁
- █3号线，█6号线：通新岭站

### 国际部
深圳地铁
- █2号线：红树湾站

### 深外小
深圳地铁
- █1号线，█7号线，█9号线，█11号线：车公庙站 (深圳)

### 光明高中园

#### 深圳地铁
- █6号线 █13号线(未开通) 公明广场站
- █13号线(未开通) 公明南站